# Wilgiamia Pool
Der Wilgiamia Pool ist ein See im Westen des australischen Bundesstaates Western Australia. 
Der See liegt im Verlauf des Murchison River nordwestlich des Kalbarri-Nationalparks und ca. 12 km nordöstlich von Murchison House.